# Boulouris (groupe musical)
Pour les articles homonymes, voir Boulouris.
 Boulouris, créé en 1998, est un groupe musical et un quintette vaudois.

## Biographie
C'est au printemps 1995 que débute l'aventure de ce qui deviendra le groupe romand Boulouris. Cela commence lorsque trois musiciens, descendus dans le sud de la France dans l'optique de préparer des examens, décident de former un petit trio. Il s'agit de la clarinettiste (basse) Anne Gillot, de la contrebassiste Jocelyne Rudasigwa et du clarinettiste Jean-Samuel Racine. La formation prend le nom du village dans lequel elle débute, Boulouris. En quelques années, le trio se transforme en quintette avec l'apparition du guitariste Ignacio Lama, qui apporte punch et rythmique, ainsi qu'avec l'arrivée de la violoniste Stéphanie Joseph, qui apporte de la couleur et de la rigueur au groupe. Le Quintette Boulouris est donc né en 1998. Bien qu'il s'agisse d'une formation relativement hétéroclite, les cinq musiciens développent un style qui leur est propre.
Bien qu'ils bénéficient tous d'une solide formation classique -quatre d'entre eux ont notamment étudié au Conservatoire de Lausanne-, le Quintette Boulouris s'oriente d'abord vers le tango argentin. Lors de leurs représentations, ils donnent une place importante à la bonne humeur et à l'humour; il s'agit plus souvent de spectacles que de concerts traditionnels. Le groupe s'approprie les œuvres d'Astor Piazzolla. Cela lui permet de faire de nombreuses représentations sur les scènes romandes et de sortir plusieurs albums, dont le premier en 1999. De plus, le Quintette participe à plusieurs projets et collabore avec d'autres artistes, notamment avec Christian Denisart lors du Voyage en Pamukalie. La collaboration avec le Théâtre de Vidy à Lausanne permet aux cinq musiciens de monter une très belle version de leur spectacle Tango Nuevo.
En 2008, pour son dixième anniversaire, le Quintette Boulouris sort l'album Boulouris joue Boulouris. Pour la première fois, le groupe joue ses propres compositions. Cet album propose une musique à la fois festive et nostalgique, influencée par la musique latine, mais aussi marquée par de nombreuses incursions flamencos et balkaniques. De plus, les cinq musiciens romands mettent sur pied un spectacle avec le pianiste lausannois Lee Maddeford, Newman Waits Here. Les six musiciens entrent dans le monde du folklore américain, autour des artistes Randy Newman et Tom Waits.

## Sources
- « Boulouris (groupe musical) », sur la base de données des personnalités vaudoises sur la plateforme « Patrinum » de la Bibliothèque cantonale et universitaire de Lausanne.
- 24 Heures, 2008/11/29-30, p. 40
- 24 Heures, 2002/01/31
- Le Temps, 2005/12/29
- Le Temps, 2001/09/18
- "Le Boulouris Quintette", interview, portrait photographique du groupe, par Scherrer, Antonin, in: Revue musicale de Suisse romande, p. 51-54